# Cowboys contre Dinosaures
Pour plus de détails, voir Fiche technique et Distribution.
Cowboys contre Dinosaures est un film de science-fiction américain réalisé par Ari Novak, sorti en 2015. Il met en vedettes dans les rôles principaux Eric Roberts, Rib Hillis et Casey Fitzgerald.

## Synopsis
Dans une petite ville américaine, une grotte dans laquelle vivent des dinosaures est ouverte par une explosion dans une mine d’iridium. Les dinosaures tuent plusieurs mineurs. Seul Quaid s’échappe, mais personne ne croit son histoire. Même lorsqu’il tue plus tard l’un des dinosaures et arrive en ville avec la carcasse, le propriétaire de la mine Marcus et le shérif Henry tentent de dissimuler la vérité.
Alors que de plus en plus de dinosaures envahissent la ville et tuent les habitants, les survivants se retranchent dans un restaurant. Le Dr Sinclair, un scientifique, leur explique que le sang des dinosaures est du méthane à cause de leur vie dans la grotte souterraine, ce qui explique pourquoi ils peuvent être tués par le feu.
Val, un ancien cavalier de rodéo, et son ex-petite amie Sky, qui sort maintenant avec le shérif, ont pu fuir la ville, mais ils reviennent pour sauver les autres résidents. Avec Quaid et Jenny, ils parviennent à attirer les dinosaures hors de la ville et à les tuer.
À la fin du film, lorsque Val et Sky tombent dans les bras l’un de l’autre, un ptérosaure sort de terre.

## Distribution
- Eric Roberts : Trent Walker
- Rib Hillis : Val Walker
- Casey Fitzgerald : Sky
- Vernon Wells : Marcus
- John Freeman : Henry
- Sara Malakul Lane : Dr. Sinclair
- Heather Foote : Jenny
- Kelcivious Jones : Quaid
- Nick Andrews : Digger
- Jesse Banthem : Cowboy 1
- Stephanie Michelle Bonner : Rhonda
- Ritchie Boyd : Foreman 2
- Janet Cronsell : Laundry Victim
- Jamie Greany : Jonie
- Jessica Greany : Deputy
- Winston Housel : Security 2
- Joe Josephson : Bar Tender
- Madison Kent : Tina
- JB Klyap : Lou[1]

## Production
Cowboys contre Dinosaures a été tourné à Emigrant, dans le Montana, aux États-Unis. Le film est sorti le 19 mai 2015 aux États-Unis et le 30 octobre 2015 en Allemagne. Le 21 septembre 2018, le film a été diffusé sur Tele 5 dans le cadre de la série Die schlechtesten Filme aller Zeiten (SchleFaZ).

## Réception critique
Filmdienst décrit un « Film trash avec une prémisse absurde, qui repose sur des filles en débardeur et shorts serrés et des lézards préhistoriques mal animés. »
Cowboys contre Dinosaures recueille un score d’audience de 19% sur Rotten Tomatoes.